# James Rothman

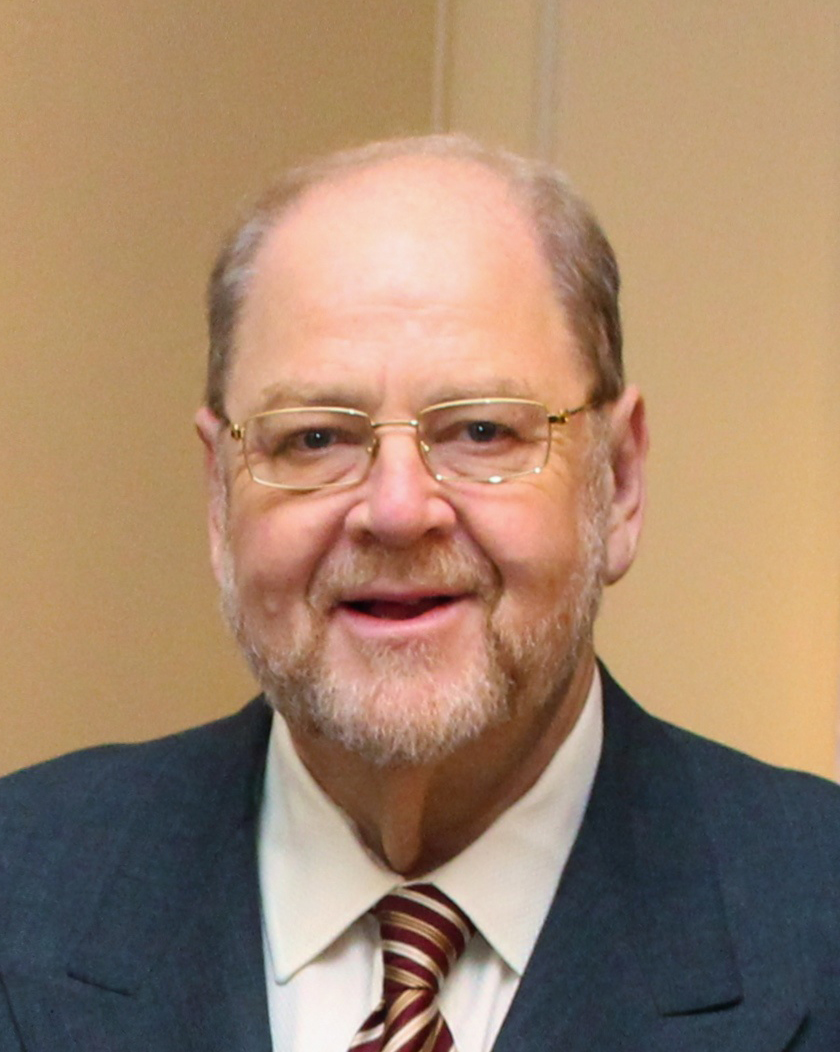
James Rothman, 2013

James Edward Rothman (* 3. November 1950 in Haverhill, Massachusetts) ist ein US-amerikanischer Biochemiker und Professor an der Yale University. 2013 wurde ihm gemeinsam mit Randy Schekman und Thomas Südhof der Nobelpreis für Physiologie oder Medizin zuerkannt.

## Leben
Rothman erwarb 1971 einen Bachelor am Yale College. Er schrieb sich zunächst an der Harvard University für Medizin ein, erwarb aber 1976 dort einen Ph.D. an der Abteilung für Biochemie. Anschließend hatte er eine Stelle als Post-Doktorand am Massachusetts Institute of Technology. Eine Juniorprofessur für Biochemie (Assistant Professor 1978, Associate Professor 1981) erhielt Rothman an der Stanford University in Stanford, Kalifornien, 1984 eine ordentliche Professur. 1988 wurde er Professor für Molekulare Biologie an der Princeton University in Princeton, New Jersey. 1991 übernahm er die Leitung des Programms für zelluläre Biochemie und Biophysik am Sloan-Kettering Institute des Memorial Sloan-Kettering Cancer Center in New York City und einen gleichnamigen Lehrstuhl. 2004 wurde er Professor für Physiologie und zelluläre Biophysik an der Columbia University, New York und Direktor des dortigen Zentrums für chemische Biologie. 2008 übernahm er die Professur für Biomedizinische Wissenschaften an der Yale University in New Haven, Connecticut.

## Wirken
Rothman beschrieb den Mechanismus der intrazellulären Membranfusion. Er machte die wichtige Entdeckung, dass Zellen sehr kleine Vesikel enthalten, die mit Biomembranen ausgestattet sind und sehr unterschiedliche Proteine zwischen den Zellkompartimenten transportieren. Dieser Transportprozess, der Prozesse des Vesikelflusses und der Membranfusion einschließt, hat entscheidende Bedeutung für Zellwachstum und -teilung. Rothman konnte zeigen, dass die Spezifität der Membranfusion von der Paarung bestimmter Proteine – der SNARE-Proteine – zwischen den Biomembranen abhängt. Durch diese Entdeckung konnten zahlreiche physiologische Prozesse einheitlich erklärt werden, darunter die Ausschüttung von Insulin, die Kommunikation von Nervenzellen und die Infektion von Zellen mit Viren wie dem HI-Virus. Störungen in der Kontrolle dieser Membranfusionsprozesse spielen eine wichtige Rolle in der Pathophysiologie des Diabetes mellitus und vermutlich auch bestimmter Arten von Krebs. Fusions-Inhibitoren gehören zu den jüngeren Medikamenten, mithilfe deren die Infektion mit dem HI-Virus beherrscht werden soll, indem sie eine Membranfusion behindern.

## Auszeichnungen (Auswahl)
- 1986 Eli Lilly Award in Biological Chemistry
- 1986 Passano Award
- 1989 Humboldt-Forschungspreis
- 1990 Heinrich-Wieland-Preis
- 1993 Mitgliedschaft in der National Academy of Sciences
- 1994 Rosenstiel Award
- 1994 Mitgliedschaft in der American Academy of Arts and Sciences[5]
- 1995 Ehrendoktorat der Universität Regensburg
- 1996 Gairdner Foundation International Award
- 1996 König-Faisal-Preis
- 1997 Richard Lounsbery Award
- 2000 Dr H.P. Heineken Prize für Biochemie und Biophysik der Königlich-Niederländischen Akademie der Wissenschaften[4]
- 2001 Otto-Warburg-Medaille
- 2002 Albert Lasker Award for Basic Medical Research; gemeinsam mit Randy Schekman[6]
- 2002 Louisa-Gross-Horwitz-Preis mit Randy Schekman
- 2007 Mitgliedschaft in der American Association for the Advancement of Science
- 2010 Kavli-Preis (gemeinsam mit Richard Scheller und Thomas Südhof)
- 2010 Massry-Preis[7]
- 2010 E. B. Wilson Medal
- 2013 Nobelpreis für Physiologie oder Medizin
- 2015 Mitglied der Academia Europaea
- 2016 Van Deenen Medal
- 2019 Auswärtiges Mitglied der Royal Society